# Mount Giluwe
Der Mount Giluwe ist ein erodierter Schildvulkan in der Provinz Southern Highlands in Papua-Neuguinea. Er ist mit 4368 m nach dem Mount Wilhelm der zweithöchste Berg des Landes und der höchste Vulkan in Australien und Ozeanien.